# Omya
Omya AG er en schweizisk producent af industrimineraler, primært filler og pigment udvundet af calciumcarbonat og dolomit, endvidere er de distributør af en række specielle kemikalier.
Omya blev etableret i 1884 i Schweiz. I dag er Omya tilstede på 175 lokationer i over 50 lande og har i alt 8.000 ansatte.